# Audiogram
 (mars 2022).
Si vous disposez d'ouvrages ou d'articles de référence ou si vous connaissez des sites web de qualité traitant du thème abordé ici, merci de compléter l'article en donnant les références utiles à sa vérifiabilité et en les liant à la section « Notes et références ».
Audiogram est une maison de disques indépendante québécoise fondée par Michel Bélanger.

## Artistes produits
- Adam Chaki
- Alain Lefèvre
- Alex Nevsky
- Amylie
- Anastasia Friedman
- André Gagnon
- Ariane Moffatt
- Béatrice Bonifassi
- Belles-Sœurs
- Bïa
- Bran Van 3000
- Carl Bastien
- Carla Bruni
- Chango Family
- Choses sauvages
- Clément Jacques
- Cindy Bédard
- Damien Robitaille
- Daniel Bélanger
- David Giguère
- Fredric Gary Comeau
- Freeworm
- French B
- Gogh Van Go
- GRUBB
- Ian Kelly
- Ily Morgane
- Isabelle Boulay
- Jason Bajada
- Jean Leloup
- Jean-Pierre Ferland
- Jeune de chœur
- JF Lemieux
- Jim Corcoran
- Joane Labelle
- Karim Diouf
- Karkwa
- Kevin Parent
- Kevin Thompson
- Laurence Jalbert
- Lhasa de Sela
- Loco Locass
- Loud Lary Ajust
- Magneto
- Magnolia
- Mara Tremblay
- Marc Déry
- Marc-André Gautier
- Marie-Jo Thério
- Marie-Michèle Desrosiers
- Matt Holubowski
- Michel Rivard
- Mônica Freire
- Océane
- Paul Ahmarani
- Paul Kunigis (anciennement Jesczse Raz)
- Paul Piché
- Peter Peter
- Philémon Cimon (anciennement Philémon Chante)
- Pierre Flynn
- Pierre Lapointe
- Pink Martini
- Ringo Rinfret
- Salomé Leclerc
- Sarah Bourdon
- Senaya
- Steve Hill
- Sylvie Paquette
- The National Parcs
- The Sound of Sea Animals
- Tom Poisson
- Tristan Malavoy
- Vilain Pingouin
- Yves Desrosiers
- Yves Marchand
- Zachary Richard
- Zébulon